# Diskografie Timbalanda
Toto je seznam vydané diskografie amerického hudebního producenta Timbalanda.

## Alba

### Studiová alba
| Název                                                                                   | Detaily o albu                                                                   | Umístění v hitparádách | Umístění v hitparádách | Umístění v hitparádách | Umístění v hitparádách | Umístění v hitparádách | Umístění v hitparádách | Umístění v hitparádách | Umístění v hitparádách | Umístění v hitparádách | Umístění v hitparádách | Certifikace |
| Název                                                                                   | Detaily o albu                                                                   | US                     | AUS                    | AUT                    | CAN                    | GER                    | IRL                    | NL                     | NZ                     | SWI                    | UK                     | Certifikace |
| --------------------------------------------------------------------------------------- | -------------------------------------------------------------------------------- | ---------------------- | ---------------------- | ---------------------- | ---------------------- | ---------------------- | ---------------------- | ---------------------- | ---------------------- | ---------------------- | ---------------------- | --- |
| Tim's Bio: Life from da Bassment                                                        | - Vydáno: 24. listopadu 1998 (US) - Vydavatelství: Blackground, Atlantic         | 41                     | —                      | —                      | —                      | —                      | —                      | 85                     | —                      | —                      | —                      | |
| Shock Value                                                                             | - Vydáno: 3. dubna 2007 (US) - Vydavatelství: Blackground, Mosley Music Group    | 5                      | 1                      | 1                      | 2                      | 5                      | 1                      | 9                      | 4                      | 5                      | 2                      | - RIAA: Platinum - ARIA: 3× Platinum - BPI: 3× Platinum - BVMI: Platinum - IFPI AUT: Gold - IFPI SWI: Platinum - IRMA: 3× Platinum - MC: 3× Platinum - RMNZ: 2× Platinum |
| Shock Value II                                                                          | - Vydáno: 8. prosince 2009 (US) - Vydavatelství: Blackground, Mosley Music Group | 36                     | 35                     | 23                     | 16                     | 15                     | 23                     | 37                     | 36                     | 5                      | 25                     | - BPI: Gold - BVMI: Gold - IFPI SWI: Gold - MC: Platinum |
| "—" značí, že se nahrávka neumístila v hitparádách nebo v tomto území ani nebyla vydána |                                                                                  |                        |                        |                        |                        |                        |                        |                        |                        |                        |                        | |

### Mixtapy
| Název           | Detaily                                                    |
| --------------- | ---------------------------------------------------------- |
| King Stays King | - Vydáno: 25. prosince 2015 - Vydavatelství: samovydavatel |
| Drop            | - Vydáno: 19. srpna 2018 - Vydavatelství: samovydavatel    |

### Meditační alba
| Album                   | Detaily                                                |
| ----------------------- | ------------------------------------------------------ |
| Yellow (s Malte Marten) | - Vydáno: 5. prosince 2024 - Vydavatelství: Real Music |

## Singly

### Jako hlavní umělec
| "Here We Come" (feat. Magoo, Missy Elliott a Darryl Pearson)                            | 1998 | 92  | —  | —  | —  | —  | —  | 33 | —  | —  | 43 | | Tim's Bio: Life from da Bassment |
| "Keep It Real" (feat. Ginuwine)                                                         | 1999 | —   | —  | —  | —  | —  | —  | —  | —  | —  | —  | | Tim's Bio: Life from da Bassment |
| "Lobster & Scrimp" (feat. Jay-Z)                                                        | 1999 | —   | —  | —  | —  | —  | —  | —  | —  | —  | 48 | | Tim's Bio: Life from da Bassment |
| "Can't Nobody" (feat. 1 Life 2 Live)                                                    | 1999 | —   | —  | —  | —  | —  | —  | —  | —  | —  | —  | | Tim's Bio: Life from da Bassment |
| "Give It to Me" (feat. Nelly Furtado a Justin Timberlake)                               | 2007 | 1   | 16 | 3  | 2  | 3  | 2  | 8  | 2  | 6  | 1  | - RIAA: 3× Platinum - BPI: Platinum - BVMI: 3× Gold - IFPI SWI: Platinum - MC: Platinum - RMNZ: Platinum                                  | Shock Value                      |
| "The Way I Are" (feat. Keri Hilson a D.O.E.)                                            | 2007 | 3   | 1  | 4  | 1  | 5  | 1  | 4  | 2  | 3  | 1  | - RIAA: 3× Platinum - ARIA: Platinum - BPI: 3× Platinum - BVMI: 5× Gold - IFPI SWI: Platinum - MC: 3× Platinum - RMNZ: 4x Platinum        | Shock Value                      |
| "Apologize" (s OneRepublic)                                                             | 2007 | 2   | 1  | 1  | 1  | 1  | 2  | 2  | 1  | 1  | 3  | - RIAA: 4× Platinum - ARIA: 11× Platinum - BPI: 2× Platinum - BVMI: 9× Gold - IFPI SWI: 3× Platinum - MC: 5× Platinum - RMNZ: 3× Platinum | Shock Value                      |
| "Scream" (feat. Keri Hilson a Nicole Scherzinger)                                       | 2007 | 122 | 20 | 18 | 41 | 9  | 10 | 16 | 9  | 45 | 12 | - BPI: Silver | Shock Value                      |
| "Morning After Dark" (feat. Nelly Furtado a SoShy)                                      | 2009 | 61  | 19 | 12 | 8  | 6  | 11 | 17 | —  | 20 | 6  | - ARIA: Gold - BPI: Silver - BVMI: Gold                                                                                                   | Shock Value II                   |
| "Say Something" (feat. Drake)                                                           | 2009 | 23  | —  | —  | —  | —  | —  | —  | —  | —  | —  | | Shock Value II                   |
| "Carry Out" (feat. Justin Timberlake)                                                   | 2009 | 11  | 58 | 57 | 7  | 42 | 3  | 37 | 15 | 80 | 6  | - BPI: Gold - MC: Platinum - RMNZ: Platinum                                                                                               | Shock Value II                   |
| "If We Ever Meet Again" (feat. Katy Perry)                                              | 2009 | 37  | 9  | 10 | 4  | 9  | 3  | 27 | 1  | 7  | 3  | - ARIA: Platinum - BPI: Platinum - BVMI: Gold - IFPI SWI: Gold - MC: 2× Platinum - RMNZ: 2× Platinum                                      | Shock Value II                   |
| "Pass at Me" (feat. Pitbull)                                                            | 2011 | —   | 61 | —  | —  | 27 | 37 | —  | —  | —  | 40 | | Singl bez alb                    |
| "Hands in the Air" (feat. Ne-Yo)                                                        | 2012 | —   | 56 | 38 | 88 | 37 | —  | —  | —  | 26 | —  | | Let's Dance: Revolution          |
| "Keep Going Up" (s Nelly Furtado a Justin Timberlake)                                   | 2023 | 84  | —  | —  | 63 | —  | —  | —  | —  | —  | —  | | bude oznámeno                    |
| "My Way" (s Anna Margo)                                                                 | 2023 | —   | —  | —  | —  | —  | —  | —  | —  | —  | —  | | bude oznámeno                    |
| "Desire" (s VITA)                                                                       | 2023 | —   | —  | —  | —  | —  | —  | —  | —  | —  | —  | | bude oznámeno                    |
| "If It Wasn't Up To Me" (se Zefaan)                                                     | 2024 | —   | —  | —  | —  | —  | —  | —  | —  | —  | —  | | bude oznámeno                    |
| "—" značí, že se nahrávka neumístila v hitparádách nebo v tomto území ani nebyla vydána |      |     |    |    |    |    |    |    |    |    |    | |                                  |

### Jako vedlejší umělec
| "What About Us?" (Total feat. Missy Elliott a Timbaland)                                | 1997 | 16 | —  | —  | —  | —  | —  | —  | —  | —  | —   | - RIAA: Gold | Soul Food (soundtrack)                 |
| "Hot Like Fire" (Aaliyah feat. Timbaland)                                               | 1997 | —  | —  | —  | —  | —  | —  | —  | —  | —  | 30  | | One in a Million                       |
| "Get on the Bus" (Destiny's Child feat. Timbaland)                                      | 1998 | —  | —  | —  | —  | 60 | —  | 18 | —  | —  | 15  | | Why Do Fools Fall in Love (soundtrack) |
| "Ryde or Die, Bitch" (The Lox feat. Timbaland a Eve)                                    | 1999 | 73 | —  | —  | —  | —  | —  | —  | —  | —  | —   | | We Are the Streets                     |
| "We Need a Resolution" (Aaliyah feat. Timbaland)                                        | 2001 | 59 | 44 | —  | 26 | 66 | —  | 37 | —  | 56 | 20  | | Aaliyah                                |
| "Lovely" (Bubba Sparxxx feat. Timbaland)                                                | 2001 |    |    |    |    |    |    |    |    |    |     | | Dark Days, Bright Nights               |
| "Money Owners" (Shade Sheist feat. TImbaland)                                           | 2002 |    |    |    |    |    |    |    |    |    |     | | Informal Introduction                  |
| "I'll Be Around" (Cee-Lo feat. Timbaland)                                               | 2004 | —  | —  | —  | —  | —  | —  | —  | —  | —  | —   | | Cee-Lo Green... Is the Soul Machine    |
| "Home Tonight" (Luddy feat. Timbaland)                                                  | 2004 | —  | —  | —  | —  | —  | —  | —  | —  | —  | —   | | Home Tonight                           |
| "Promiscuous" (Nelly Furtado feat. Timbaland)                                           | 2006 | 1  | 2  | 12 | 1  | 6  | 5  | 13 | 1  | 6  | 3   | - RIAA: 7× Platinum - ARIA: 6× Platinum - BPI: 3× Platinum - BVMI: 3× Gold - MC: 3× Platinum - IFPI SWE: Gold - RMNZ: 5× Platinum | Loose                                  |
| "SexyBack" (Justin Timberlake feat. Timbaland)                                          | 2006 | 1  | 1  | 5  | 1  | 1  | 1  | 5  | 1  | 2  | 1   | - RIAA: 2× Platinum - ARIA: 5× Platinum - BPI: 2× Platinum - BVMI: Platinum - MC: 3× Platinum - RMNZ: 3× Platinum                 | FutureSex/LoveSounds                   |
| "Wait a Minute" (The Pussycat Dolls feat. Timbaland)                                    | 2006 | 28 | 16 | 49 | —  | 27 | —  | 17 | 24 | 41 | 108 | | PCD                                    |
| "Ice Box" (Omarion feat. Timbaland)                                                     | 2006 | 12 | 36 | —  | 94 | 40 | —  | —  | 10 | —  | 14  | - RIAA: Gold | 21                                     |
| "Anonymous" (Bobby Valentino feat. Timbaland)                                           | 2007 | 49 | —  | —  | —  | —  | 34 | —  | —  | —  | 25  | | Special Occasion                       |
| "Ayo Technology" (50 Cent feat. Justin Timberlake a Timbaland)                          | 2007 | 5  | 10 | 14 | 12 | 3  | 3  | 17 | 1  | 2  | 2   | - ARIA: 3× Platinum - BPI: Platinum - BVMI: Gold - RMNZ: Platinum                                                                 | Curtis                                 |
| "Elevator" (Flo Rida feat. Timbaland)                                                   | 2008 | 16 | 13 | 69 | 10 | 34 | 11 | —  | 10 | 92 | 20  | - RIAA: Platinum - ARIA: Gold - MC: Gold                                                                                          | Mail on Sunday                         |
| "4 Minutes" (Madonna feat. Justin Timberlake a Timbaland)                               | 2008 | 3  | 1  | 2  | 1  | 1  | 1  | 1  | 3  | 1  | 1   | - RIAA: 2× Platinum - ARIA: Platinum - BPI: Platinum - BVMI: Platinum - RMNZ: Platinum                                            | Hard Candy                             |
| "Dangerous" (M. Pokora feat. Timbaland a Sebastian)                                     | 2008 | —  | —  | —  | —  | 32 | —  | —  | —  | 28 | —   | | MP3                                    |
| "Return the Favor" (Keri Hilson feat. Timbaland)                                        | 2008 | —  | 80 | 25 | —  | 21 | 19 | —  | —  | —  | 19  | | In a Perfect World...                  |
| "Long Gone" (Chris Cornell feat. Timbaland)                                             | 2008 | —  | —  | —  | —  | —  | —  | —  | —  | —  | —   | | Scream                                 |
| "Scream" (Chris Cornell feat. Timbaland)                                                | 2008 | —  | —  | —  | 79 | —  | —  | —  | —  | —  | —   | | Scream                                 |
| "Get Involved" (Ginuwine feat. Missy Elliott a Timbaland)                               | 2010 | —  | —  | —  | —  | 35 | —  | —  | —  | —  | —   | | A Man's Thoughts                       |
| "Getaway" (Michelle Branch feat. Timbaland)                                             | 2010 | —  | —  | —  | —  | —  | —  | —  | —  | —  | —   | | Singl bez alb                          |
| "Fascinated" (Free Sol feat. Justin Timberlake a Timbaland)                             | 2011 | —  | —  | —  | —  | —  | —  | —  | —  | —  | —   | | No Rules                               |
| "Amnesia" (Ian Carey a Rosette feat. Timbaland a Brasco)                                | 2012 | —  | 60 | —  | —  | —  | —  | 72 | —  | —  | —   | | Singl bez alb                          |
| "Not All About the Money" (Timati a La La Land feat. Timbaland a Grooya)                | 2012 | —  | —  | 32 | —  | 29 | —  | —  | —  | 7  | —   | | SWAGG                                  |
| "Coke Bottle" (Agnez Mo feat. Timbaland a T.I.)                                         | 2014 | —  | —  | —  | —  | —  | —  | —  | —  | —  | —   | | Singly bez alb                         |
| "Magic Hotel" (Karl Wolf feat. Timbaland a BK Brasco)                                   | 2014 | —  | —  | —  | 94 | —  | —  | —  | —  | —  | —   | | Singly bez alb                         |
| "Dust My Shoulders Off" (Jane Zhang feat. Timbaland)                                    | 2016 | —  | —  | —  | —  | —  | —  | —  | —  | —  | —   | | Past Progressive                       |
| "Move Your Body" (Wisin feat. Timbaland a Bad Bunny)                                    | 2017 | —  | —  | —  | —  | —  | —  | —  | —  | —  | —   | | Victory                                |
| "Too Much" (Zayn feat. Timbaland)                                                       | 2018 | —  | —  | —  | —  | —  | 89 | —  | —  | —  | 79  | | Icarus Falls                           |
| "10 Bands" (Joyner Lucas feat. Timbaland)                                               | 2019 | —  | —  | —  | —  | —  | —  | —  | —  | —  | —   | | ADHD                                   |
| "I'm That Bitch" (Bia feat. Timbaland)                                                  | 2023 | —  | —  | —  | —  | —  | —  | —  | —  | —  | —   | | Really Her                             |
| "—" značí, že se nahrávka neumístila v hitparádách nebo v tomto území ani nebyla vydána |      |    |    |    |    |    |    |    |    |    |     | |                                        |

### Promo singly
| "Throw It on Me" (feat. The Hives)                                                      | 2007 | —  | 50 | —  | —   |              | Shock Value     |
| "Bounce" (feat. Dr. Dre, Justin Timberlake a Missy Elliott)                             | 2008 | 93 | —  | —  | 176 | - RMNZ: Gold | Shock Value     |
| "Ain't I" (Jay-Z feat. Timbaland)                                                       | 2008 | —  | —  | —  | —   |              | Singl bez alb   |
| "We Belong to the Music" (feat. Miley Cyrus)                                            | 2010 | —  | —  | 63 | —   |              | Shock Value II  |
| "Break Ya Back" (feat. Dev)                                                             | 2012 | —  | —  | —  | —   |              | Singly bez alb  |
| "9th Inning" (Missy Elliott feat. Timbaland)                                            | 2012 | —  | —  | —  | —   |              | Singly bez alb  |
| "Triple Threat" (Missy Elliott feat. Timbaland)                                         | 2012 | —  | —  | —  | —   |              | Singly bez alb  |
| "Know Bout Me" (feat. Jay-Z, Drake a James Fauntleroy)                                  | 2013 | —  | 24 | —  | —   |              | Singly bez alb  |
| "Smile" (s V. Bozeman)                                                                  | 2015 | —  | —  | —  | —   |              | Singly bez alb  |
| "Don't Get No Betta" (feat. Mila J)                                                     | 2015 | —  | —  | —  | —   |              | King Stays King |
| "—" značí, že se nahrávka neumístila v hitparádách nebo v tomto území ani nebyla vydána |      |    |    |    |     |              |                 |

## Další umístěné písně
| "Diddy Rock" (Diddy feat. Timbaland, Twista a Shawnna)                                  | 2006 | —   | — | —   | Press Play     |
| "Release" (feat. Justin Timberlake)                                                     | 2007 | 91  | — | 105 | Shock Value    |
| "Undertow" (feat. The Fray a Esthero)                                                   | 2010 | 100 | — | —   | Shock Value II |
| "All Night Long" (Demi Lovato feat. Timbaland a Missy Elliott)                          | 2011 | —   | — | —   | Unbroken       |
| "Paper, Scissors, Rock" (Chris Brown feat. Timbaland a Big Sean)                        | 2011 | —   | — | —   | F.A.M.E.       |
| "—" značí, že se nahrávka neumístila v hitparádách nebo v tomto území ani nebyla vydána |      |     |   |     |                |

## Spoluumělec
| Píseň                               | Rok  | Spoluumělec                                                                   | Album                                         |
| ----------------------------------- | ---- | ----------------------------------------------------------------------------- | --------------------------------------------- |
| "In the Meanwhile"                  | 1993 | Jodeci                                                                        | Diary of a Mad Band                           |
| "Bring on da Funk"                  | 1995 | Jodeci                                                                        | The Show, the After Party, the Hotel          |
| "Ladies in da House"                | 1996 | Aaliyah, Missy Elliott                                                        | One in a Million                              |
| "Came to Give Love (Outro)"         | 1996 | Aaliyah                                                                       | One in a Million                              |
| "550 What?"                         | 1996 | Ginuwine                                                                      | Ginuwine... the Bachelor                      |
| "They Don't Wanna Fuck with Us"     | 1997 | Missy Elliott                                                                 | Supa Dupa Fly                                 |
| "Pass da Blunt"                     | 1997 | Missy Elliott                                                                 | Supa Dupa Fly                                 |
| "Da Funk"                           | 1998 | —                                                                             | Dr. Dolittle (soundtrack)                     |
| "Talkin' Trash"                     | 1999 | Bassey                                                                        | The PJs (soundtrack)                          |
| "Nobody"                            | 2000 | Mack 10                                                                       | The Paper Route                               |
| "Party"                             | 2001 | Sincere                                                                       | Exit Wounds (soundtrack)                      |
| "Watcha Gonna Do"                   | 2001 | Missy Elliott                                                                 | Miss E... So Addictive                        |
| "I"                                 | 2001 | Petey Pablo                                                                   | Diary of a Sinner: 1st Entry                  |
| "Twerk a Little"                    | 2001 | Bubba Sparxxx                                                                 | Dark Days, Bright Nights                      |
| "Tell 'Em It's On"                  | 2002 | Pastor Troy                                                                   | Universal Soldier                             |
| "Ching Ching, Part 2"               | 2002 | Ms. Jade                                                                      | Girl Interrupted                              |
| "Warrant"                           | 2003 | Bubba Sparxxx, Attitude                                                       | Deliverance                                   |
| "Let It Bump"                       | 2003 | Missy Elliott                                                                 | This Is Not a Test!                           |
| "Good Foot"                         | 2004 | Justin Timberlake                                                             | Příběh žraloka                                |
| "Get Down"                          | 2006 | Busta Rhymes                                                                  | The Big Bang                                  |
| "Chop Me Up"                        | 2006 | Justin Timberlake, Three-6-Mafia                                              | FutureSex/LoveSounds                          |
| "3 A.M."                            | 2006 | Young Jeezy                                                                   | The Inspiration                               |
| "She Said, I Said (Time We Let Go)" | 2007 | NLT                                                                           | Not Like Them                                 |
| "Come Around"                       | 2007 | M.I.A.                                                                        | Kala                                          |
| "Twisted"                           | 2008 | New Kids on the Block                                                         | The Block                                     |
| "More Bottles"                      | 2009 | Wyclef Jean                                                                   | From the Hut, to the Projects, to the Mansion |
| "Lie to Me"                         | 2010 | Keri Hilson                                                                   | No Boys Allowed                               |
| "Won't Be Long"                     | 2010 | Keri Hilson                                                                   | No Boys Allowed                               |
| "Get Familiar"                      | 2011 | Game                                                                          | Purp & Patron: The Hangover                   |
| "I Just Wanna F."                   | 2011 | David Guetta, Dev                                                             | Nothing but the Beat                          |
| "All Night Along"                   | 2011 | Demi Lovato, Missy Elliott                                                    | Unbroken                                      |
| "Don't Hurt It"                     | 2012 | Dev                                                                           | The Night the Sun Came Up                     |
| "Wobbley" (Remix)                   | 2012 | Sebastian                                                                     | žádné                                         |
| "Whole Lotta"                       | 2013 | Attitude, DJ Khaled                                                           | žádné                                         |
| "You Don't Want These Problems"     | 2013 | DJ Khaled, 2 Chainz, Ace Hood, Meek Mill, French Montana, Rick Ross, Big Sean | Suffering from Success                        |
| "Love Just Ain't Enough"            | 2015 | Monica                                                                        | Code Red                                      |
| "All Men Lie"                       | 2015 | Monica                                                                        | Code Red                                      |
| "Smile"                             | 2016 | Yo Gotti                                                                      | The Art of Hustle                             |
| "Mi Declaración"                    | 2018 | Maluma, Sid                                                                   | F.A.M.E.                                      |
| "God Only Knows" (Remix)            | 2019 | For King & Country, Echosmith                                                 | —                                             |

## Videoklipy

### Jako hlavní umělec
| Píseň                   | Rok  | Vedlejší umělci                     | Režisér                    |
| ----------------------- | ---- | ----------------------------------- | -------------------------- |
| "Here We Come"          | 1998 | Missy "Misdemeanor" Elliott a Magoo | Francis Lawrence           |
| "Lobster & Scrimp"      | 1999 | Jay-Z                               | Tim Mosley                 |
| "Give It to Me"         | 2007 | Nelly Furtado a Justin Timberlake   | Paul "Coy" Allen           |
| "Throw It on Me"        | 2007 | The Hives                           | Justin Francis             |
| "The Way I Are"         | 2007 | Keri Hilson, D.O.E. a Sebastian     | Shane Drake                |
| "Scream"                | 2008 | Keri Hilson a Nicole Scherzinger    | Justin Francis             |
| "Morning After Dark"    | 2009 | Nelly Furtado a SoShy               | Paul "Coy" Allen           |
| "Say Something"         | 2009 | Drake                               | Paul "Coy" Allen           |
| "If We Ever Meet Again" | 2010 | Katy Perry                          | Paul "Coy" Allen           |
| "Carry Out"             | 2010 | Justin Timberlake                   | Bryan Barber               |
| "Pass at Me"            | 2011 | Pitbull                             | Aaron Platt a Joseph Toman |
| "Hands in the Air"      | 2012 | Ne-Yo                               | Marc Klasfeld              |
| "Keep Going Up"         | 2023 | Justin Timberlake & Nelly Furtado   | N/A                        |
| "My Way"                | 2023 | Anna Margo                          | Daniel Carberry            |
| "Desire"                | 2023 | VITA                                | Lev Jutsen & Naz           |

### Jako vedlejší umělec
| Píseň                     | Rok  | Umělec          | Režisér          |
| ------------------------- | ---- | --------------- | ---------------- |
| "We Need a Resolution"    | 2001 | Aaliyah         | Paul Hunter      |
| "Promiscuous"             | 2006 | Nelly Furtado   | Little X         |
| "Wait a Minute"           | 2006 | Pussycat Dolls  | Marc Webb        |
| "Ice Box"                 | 2006 | Omarion         | Anthony Mandler  |
| "Elevator"                | 2007 | Flo Rida        | Gil Green        |
| "4 Minutes"               | 2008 | Madonna         | Jonas & François |
| "Return the Favor"        | 2008 | Keri Hilson     | Melina Matsoukas |
| "Scream"                  | 2009 | Chris Cornell   | Alan Ferguson    |
| "Getaway"                 | 2010 | Michelle Branch | Mini Countryman  |
| "Fascinated"              | 2011 | Free Sol        |                  |
| "Amnesia"                 | 2012 | Ian Carey       |                  |
| "Not All About the Money" | 2012 | Timati          | Pavel Hoodyakov  |